# Dipyrena
Dipyrena es un género de plantas con flores con siete especies pertenecientes a la familia de las verbenáceas. Es nativo de Perú y del sur de Sudamérica. Comprende 11 especies descritas y de estas, solo 7 aceptadas.

## Descripción
Arbustos erectos de ramas rígidas, virgadas, glabras, subespinescentes; entrenudos muy breves. Hojas alternas en los vástagos jóvenes y fasciculadas en braquiblastos, sésiles; láminas enteras, subcarnosas, oblongo-espatuladas, ápice obtuso, margen liso, uninerviadas. Sinflorescencias en 2-pleiobotrios homotéticos, bracteosos; inflorescencias en racimos espiciformes. Flores brevemente pediceladas; brácteas florales y 2 bractéolas sublineares, de ápice agudo; cáliz tubuloso-campanulado, pentadentado, con dientes triangulares, agudos, desiguales; corola brevemente zigomorfa, infundibuliforme, tubo corolino largo y delgado, cilíndrico, ensanchándose hacia el ápice, algo curvo, limbo de lóbulos desiguales sublabiados; androceo con 4 estambres didínamos, adnatos en la mitad superior del tubo corolino, filamentos de los estambres superiores glandulosos; gineceo con ovario ovoide, bicarpelar, cada carpelo bilocular y biovulado; estilo filiforme, más largo que el tubo corolar, arqueado hacia el ápice; estigma subcapitado, oblicuo. Fruto drupáceo-esquizocárpico, subcarnoso, con 2 mericarpos biloculares, biseminados, plano-convexos, que se separan a la madurez.

## Taxonomía
El género fue descrito por William Jackson Hooker y publicado en Botanical Miscellany 1: 355. 1830.

## Especies
- Dipyrena arequipensis (Botta) Ravenna (2008).
- Dipyrena cinerascens (Schauer) Ravenna (2008).
- Dipyrena glaberrima (Gillies & Hook.) Hook. (1830).
- Dipyrena juncea (Gillies & Hook.) Ravenna (2008).
- Dipyrena recurvata (Ravenna) Ravenna (2008).
- Dipyrena scoparia (Gillies & Hook.) Ravenna (2008).
- Dipyrena spartioides Ravenna (2008).